# Championnat du monde de fléchettes
 (décembre 2021).
Le PDC World Dart Championship, organisé par la Professional Darts Corporation (PDC), est le championnat du monde professionnel de fléchettes qui se déroule chaque année. Il commence généralement en décembre et finit début janvier, et se déroule à l'Alexandra Palace de Londres depuis 2008. C'est le tournoi le plus prestigieux de la PDC.

## Histoire
Cette compétition a été créée en 1994 d'abord sous le nom de WDC World Darts Championship. Cet événement est une conséquence de la scission de la BDO, qui a vu naître la World Darts Council. Apres un accord conclu en 1997 entre la BDO et la WDC, la WDC devient la PDC, et les joueurs peuvent choisir librement quel tournoi ils joueront cette année, ils ne peuvent en jouer qu'un seul la même année. Les deux organisations continuent à organiser leur championnat du monde jusqu'en 2020, année de disparition de la BDO.
Depuis la création de ce championnat, il y a eu 13 vainqueurs sur 32 éditions. Celui qui a remporté le plus de titres est Phil Taylor qui en a gagné 14 (sa dernière victoire date de 2013).
Le gagnant reçoit le Sid Waddell Trophy, nommé en l'honneur du commentateur Sid Waddell (en), mort en 2012.

## Lieu
La compétition est organisée à l'Alexandra Palace de Londres depuis 2008. Elle était organisée auparavant au Circus Tavern (en) à Purfleet de 1994 à 2007.

## Liste des finales
| Année | Champion (Moyenne en finale)   | Score | Finaliste (Moyenne en finale)  | Dotation   | Sponsor        | Lieu                      |
| ----- | ------------------------------ | ----- | ------------------------------ | ---------- | -------------- | ------------------------- |
| 1994  | Dennis Priestley (94.38)       | 6-1   | Phil Taylor (85.62)            | £64 000    | Skol           | Circus Tavern, Purfleet   |
| 1995  | Phil Taylor (94.11)            | 6-2   | Rod Harrington (87.15)         | £55 000    | Proton Cars    | Circus Tavern, Purfleet   |
| 1996  | Phil Taylor (98.52)            | 6-4   | Dennis Priestley (101.48)      | £62 500    | Vernon's Pools | Circus Tavern, Purfleet   |
| 1997  | Phil Taylor (100.92)           | 6-3   | Dennis Priestley (96.78)       | £99 500    | Red Band       | Circus Tavern, Purfleet   |
| 1998  | Phil Taylor (103.98)           | 6-0   | Dennis Priestley (90.75)       | £72 500    | Skol           | Circus Tavern, Purfleet   |
| 1999  | Phil Taylor (97.11)            | 6-2   | Peter Manley (93.63)           | £104 000   | Skol           | Circus Tavern, Purfleet   |
| 2000  | Phil Taylor (94.42)            | 7-3   | Dennis Priestley (91.80)       | £111 000   | Skol           | Circus Tavern, Purfleet   |
| 2001  | Phil Taylor (107.46)           | 7-0   | John Part (92.58)              | £125 000   | Skol           | Circus Tavern, Purfleet   |
| 2002  | Phil Taylor (98.47)            | 7-0   | Peter Manley (91.35)           | £205 000   | Skol           | Circus Tavern, Purfleet   |
| 2003  | John Part (96.87)              | 7-6   | Phil Taylor (99.98)            | £237 000   | Ladbrokes      | Circus Tavern, Purfleet   |
| 2004  | Phil Taylor (96.03)            | 7-6   | Kevin Painter (90.48)          | £257 000   | Ladbrokes      | Circus Tavern, Purfleet   |
| 2005  | Phil Taylor (96.14)            | 7-4   | Mark Dudbridge (96.03)         | £300 000   | Ladbrokes      | Circus Tavern, Purfleet   |
| 2006  | Phil Taylor (106.74)           | 7-0   | Peter Manley (91.72)           | £500 000   | Ladbrokes      | Circus Tavern, Purfleet   |
| 2007  | Raymond van Barneveld (100.93) | 7-6   | Phil Taylor (100.86)           | £500 000   | Ladbrokes      | Circus Tavern, Purfleet   |
| 2008  | John Part (92.86)              | 7-2   | Kirk Shepherd (85.10)          | £589 000   | Ladbrokes      | Alexandra Palace, Londres |
| 2009  | Phil Taylor (110.94)           | 7-1   | Raymond van Barneveld (101.18) | £724 000   | Ladbrokes      | Alexandra Palace, Londres |
| 2010  | Phil Taylor (106.74)           | 7-3   | Simon Whitlock (100.51)        | £1 000 000 | Ladbrokes      | Alexandra Palace, Londres |
| 2011  | Adrian Lewis (99.40)           | 7-5   | Gary Anderson (99.41)          | £1 000 000 | Ladbrokes      | Alexandra Palace, Londres |
| 2012  | Adrian Lewis (93.06)           | 7-3   | Andy Hamilton (90.83)          | £1 000 000 | Ladbrokes      | Alexandra Palace, Londres |
| 2013  | Phil Taylor (103.04)           | 7-4   | Michael van Gerwen (100.66)    | £1 000 000 | Ladbrokes      | Alexandra Palace, Londres |
| 2014  | Michael van Gerwen (100.10)    | 7-4   | Peter Wright (95.71)           | £1 050 000 | Ladbrokes      | Alexandra Palace, Londres |
| 2015  | Gary Anderson (97.68)          | 7-6   | Phil Taylor (100.69)           | £1 250 000 | William Hill   | Alexandra Palace, Londres |
| 2016  | Gary Anderson (99.26)          | 7-5   | Adrian Lewis (100.23)          | £1 500 000 | William Hill   | Alexandra Palace, Londres |
| 2017  | Michael van Gerwen (107.79)    | 7-3   | Gary Anderson (104.93)         | £1 650 000 | William Hill   | Alexandra Palace, Londres |
| 2018  | Rob Cross (107.67)             | 7-2   | Phil Taylor (102.26)           | £1 800 000 | William Hill   | Alexandra Palace, Londres |
| 2019  | Michael van Gerwen (102.21)    | 7-3   | Michael Smith (95.29)          | £2 500 000 | William Hill   | Alexandra Palace, Londres |
| 2020  | Peter Wright (102.79)          | 7-3   | Michael van Gerwen (102.88)    | £2 500 000 | William Hill   | Alexandra Palace, Londres |
| 2021  | Gerwyn Price (100.08)          | 7-3   | Gary Anderson (94.25)          | £2 500 000 | William Hill   | Alexandra Palace, Londres |
| 2022  | Peter Wright (98.34)           | 7-5   | Michael Smith (99.22)          | £2 500 000 | William Hill   | Alexandra Palace, Londres |
| 2023  | Michael Smith (100.71)         | 7-4   | Michael van Gerwen (99.58)     | £2 500 000 | Cazoo          | Alexandra Palace, Londres |
| 2024  | Luke Humphries (103.67)        | 7-4   | Luke Littler (101.13)          | £2 500 000 | Paddy Power    | Alexandra Palace, Londres |
| 2025  | Luke Littler (102.73)          | 7-3   | Michael van Gerwen (100.69)    | £2 500 000 | Paddy Power    | Alexandra Palace, Londres |

## Statistiques
En gras : Joueur encore actif.
| Pays           | Total | Joueurs | Titres  | Titres  |
| Pays           | Total | Joueurs | Premier | Dernier |
| -------------- | ----- | ------- | ------- | ------- |
| Angleterre     | 21    | 7       | 1994    | 2025    |
| Pays-Bas       | 4     | 2       | 2007    | 2019    |
| Écosse         | 4     | 2       | 2015    | 2022    |
| Canada         | 2     | 1       | 2003    | 2008    |
| Pays de Galles | 1     | 1       | 2021    | 2021    |

| Moyenne | Vainqueur    | Finaliste       | Année | Score |
| ------- | ------------ | --------------- | ----- | ----- |
| 110.94  | P Taylor     | R van Barneveld | 2009  | 7-1   |
| 107.79  | M van Gerwen | G Anderson      | 2017  | 7-3   |
| 107.67  | R Cross      | P Taylor        | 2018  | 7-2   |

| Moyenne | Finaliste    | Vainqueur    | Année | Score |
| ------- | ------------ | ------------ | ----- | ----- |
| 104.93  | G Anderson   | M van Gerwen | 2017  | 3-7   |
| 102.88  | M van Gerwen | P Wright     | 2020  | 3-7   |
| 102.26  | P Taylor     | R Cross      | 2018  | 2-7   |

| Rang | Joueur          | Répartition en finale | Répartition en finale | Répartition en finale | Part. |
| Rang | Joueur          | Vainqueur             | Finaliste             | Total                 | Part. |
| ---- | --------------- | --------------------- | --------------------- | --------------------- | ----- |
| 1er  | P Taylor        | 14                    | 5                     | 19                    | 25    |
| 2e   | M van Gerwen    | 3                     | 4                     | 7                     | 18    |
| 3e   | G Anderson      | 2                     | 3                     | 5                     | 16    |
| 4e   | A Lewis         | 2                     | 1                     | 3                     | 18    |
| 4e   | J Part          | 2                     | 1                     | 3                     | 18    |
| 4e   | P Wright        | 2                     | 1                     | 3                     | 16    |
| 7e   | D Priestley     | 1                     | 4                     | 5                     | 19    |
| 8e   | M Smith         | 1                     | 2                     | 3                     | 14    |
| 9e   | R van Barneveld | 1                     | 1                     | 2                     | 18    |
| 9e   | L Littler       | 1                     | 1                     | 2                     | 2     |
| 11e  | R Cross         | 1                     | 0                     | 1                     | 8     |
| 11e  | L Humphries     | 1                     | 0                     | 1                     | 8     |
| 11e  | G Price         | 1                     | 0                     | 1                     | 11    |
| 14e  | P Manley        | 0                     | 3                     | 3                     | 13    |
| 15e  | M Dudbridge     | 0                     | 1                     | 1                     | 10    |
| 15e  | A Hamilton      | 0                     | 1                     | 1                     | 13    |
| 15e  | R Harrington    | 0                     | 1                     | 1                     | 10    |
| 15e  | K Painter       | 0                     | 1                     | 1                     | 17    |
| 15e  | K Shepherd      | 0                     | 1                     | 1                     | 4     |
| 15e  | S Whitlock      | 0                     | 1                     | 1                     | 15    |

## Sources
1. https://www.dartsdatabase.co.uk/TournamentDetails.aspx?TournKey=11 Darts Database
2. https://www.dartsdatabase.co.uk/TournamentPlayerStats.aspx?tournKey=11 Darts Database
3. https://www.dartsdatabase.co.uk/TournamentPlayerStats.aspx?tournKey=11 Darts Database
4. https://www.dartsdatabase.co.uk/TournamentPlayerStats.aspx?tournKey=11 Darts Database
5. https://www.dartsdatabase.co.uk/TournamentPlayerStats.aspx?tournKey=11 Darts Database